# Victorie Guilman
Victorie Guilman (Angoulême, 25 maart 1996) is een Franse wegwielrenster die sinds 2025 uitkomt voor Cofidis wielerploeg. In 2019 behaalde Guilman een tweede plaats tijdens het Frans kampioenschap wielrennen.

## Palmares

### Wegwielrennen
2019
 Frans kampioenschap op de weg
2023
Grand Prix de Chambéry

### Resultaten in voornaamste wedstrijden
| Jaar | Milaan-San Remo | Gent-Wevelgem | Amstel Gold Race | Luik-Bast.‑Luik | Brabantse Pijl | Waalse Pijl | Grand Prix de Chambéry |  | WK op de weg |
| ---- | --------------- | ------------- | ---------------- | --------------- | -------------- | ----------- | ---------------------- |  | ------------ |
| 2015 |                 |               |                  |                 |                | 82e         |                        |  |              |
| 2016 |                 | 48e           |                  |                 |                | 109e        |                        |  |              |
| 2017 |                 |               | 52e              | 57e             |                |             |                        |  |              |
| 2018 |                 |               |                  | 45e             |                | 78e         |                        |  |              |
| 2019 |                 |               | 47e              | 36e             |                | 59e         |                        |  |              |
| 2020 |                 |               |                  | opgave          | opgave         | 70e         |                        |  | 72e          |
| 2021 |                 |               |                  |                 | 88e            |             | 6e                     |  |              |
| 2022 |                 |               | 38e              |                 | 11e            |             | Zilver                 |  |              |
| 2023 |                 |               |                  | 86e             | 40e            |             | Goud                   |  |              |
| 2024 |                 |               |                  | opgave          |                | 67e         | 13e                    |  |              |
| 2025 | 76e             |               |                  |                 |                |             |                        |  |              |

## Ploegen
- 2015 –  Poitou-Charentes.Futuroscope.86 (stagiair vanaf 1 augustus)
- 2016 –  Poitou-Charentes.Futuroscope.86
- 2017 –  FDJ Nouvelle-Aquitaine Futuroscope
- 2018 –  FDJ Nouvelle-Aquitaine Futuroscope
- 2019 –  FDJ Nouvelle-Aquitaine Futuroscope
- 2020 –  FDJ Nouvelle-Aquitaine Futuroscope
- 2021 –  FDJ Nouvelle-Aquitaine Futuroscope
- 2022 –  FDJ Nouvelle-Aquitaine Futuroscope
- 2023 –  FDJ-SUEZ-Futuroscope
- 2024 –  Saint Michel-Mavic-Auber 93
- 2025 –  Cofidis

Biannic · Bravard · Demay · Dreville · Duval · Eraud · Fournier · Gillow · Guilman · Knetemann · Richioud · Yonamine
Bravard · Demay · Duval · Fournier · Gillow · Grossetête · Guilman · Kitchen · Muzic · Richioud · Slik · Tenniglo
Becker · Borgli · Bravard · Demay · Duval · Fahlin · Gillow · Grossetête · Guilman · Kitchen · Le Net · Muzic · Richioud · Wiel
Borgli · Chapman · Duval · Fahlin · Gillow · Grossetête · Guilman · Kitchen · Le Net · Muzic · Uttrup Ludwig · Wiel
Borgli · Cavalli · Chapman · Duval · Fahlin · Grossetête · Guilman · Kitchen · Le Net · Muzic · Uttrup Ludwig · Wiel
Borgli · Brown · Cavalli · Chapman · Copponi · Duval · Fahlin · Grossetête · Guazzini · Guilman · Le Net · Muzic · Uttrup Ludwig · Wiel
Adegeest · Borgli · Brown · Cavalli · Copponi · Duval · Fahlin · Grossetête · Guazzini · Guilman · Le Net · Muzic · Uttrup Ludwig · Verhulst · Wiel